# Wang Huifeng
Wang Huifeng (kinesiska: 王 會鳳), född den 24 januari 1968, är en kinesisk fäktare som tog OS-silver i damernas florett i samband med de olympiska fäktningstävlingarna 1992 i Barcelona.